# Arson Anthem
Arson Anthem je americká hardcore punková kapela, která vznikla v New Orleans v roce 2006. Sestava zahrnuje zpěváka Mikea Williamse z Eyehategod, kytaristu Phila Anselma, country muzikanta, punkera a frontmena Assjack Hanka Williamse III hrajícího na bicí, a basistu Collina Yeo.
Poté, co ztratil všechen svůj majetek v důsledku hurikánu Katrina se Mike Williams se přestěhoval do náhradního bytu Anselma. Oba strávili bezpočet hodin poslechem Philovy sbírky prvních hardcore kapel. Později začali zkoušet s Hankem III a Collinem Ye.
Podle Williamse, skupina strávila šest dní v Houstonu, kde nahráli osm písní na jaře roku 2006. Jejich stejnojmenné debutové EP bylo vydáno 19. února 2008.
V roce 2010 vyšlo album „Insecurity Notoriety“ dostali ocenění z Exclaim! No. 7 Metal Album of the Year.
Když byl Anselmo dotázán v rozhovoru dne 17. července 2013, pokud se něco nového se bude dít s Arson Anthem, Anselmo řekl že s Arson Anthem se momentálně nic nevyvíjí a příliš to do budoucna nevpadá. Je to prý jeden z mnoha B-projektů co měl.

## Členové
- Mike Williams – Zpěv (2006–2013)
- Phil Anselmo – kytary (2006–2013)
- Collin Yeo – baskytara (2006–2013)
- Hank Williams III – bicí (2006–2013)

## Diskografie
- Arson Anthem (EP, 2008)
- Insecurity Notoriety (2010)